# Shades of Rock
Shades of Rock è un album del gruppo musicale britannico The Shadows, pubblicato dall'etichetta discografica Columbia Graphophone/EMI nel 1970.
Il disco è prodotto da Peter Vince.

## Tracce

### Lato A
1. Proud Mary
2. My Babe
3. Lucille
4. Johnny B. Goode
5. Paperback Writer
6. (I Can't Get No) Satisfaction

### Lato B
1. Bony Moronie
2. Get Back
3. Something
4. River Deep - Mountain High
5. Memphis
6. What'd I Say